# D.J. Shelton
D.J. Shelton (Rialto, 4 aprile 1991) è un cestista statunitense.
È il nipote di Lonnie Shelton, ex cestista NBA.